# Hoffmannia excelsa
Hoffmannia excelsa är en måreväxtart som först beskrevs av Carl Sigismund Kunth, och fick sitt nu gällande namn av Karl Moritz Schumann. Hoffmannia excelsa ingår i släktet Hoffmannia och familjen måreväxter. Inga underarter finns listade i Catalogue of Life.